# David Kotyza
David Kotyza (* 30. srpna 1967 Plzeň) je český tenisový trenér, který dlouhodobě působil v TK Agrofert Prostějov. Od roku 2023 trénuje Lindu Noskovou společně s Tomášem Krupou.

## Osobní život
Na Pedagogické fakultě absolvoval kombinaci tělesná výchova a zeměpis. Jako učitel pracoval pouze v rámci praxe jeden měsíc na střední ekonomické škole před dokončením vysoké školy. Následně získal trenérský kurs první třídy na Fakultě tělesné výchovy a sportu Univerzity Karlovy. Během aktivní tenisové kariéry nastupoval k utkáním na ligové úrovni za klub Slavia Plzeň.

## Trenérství

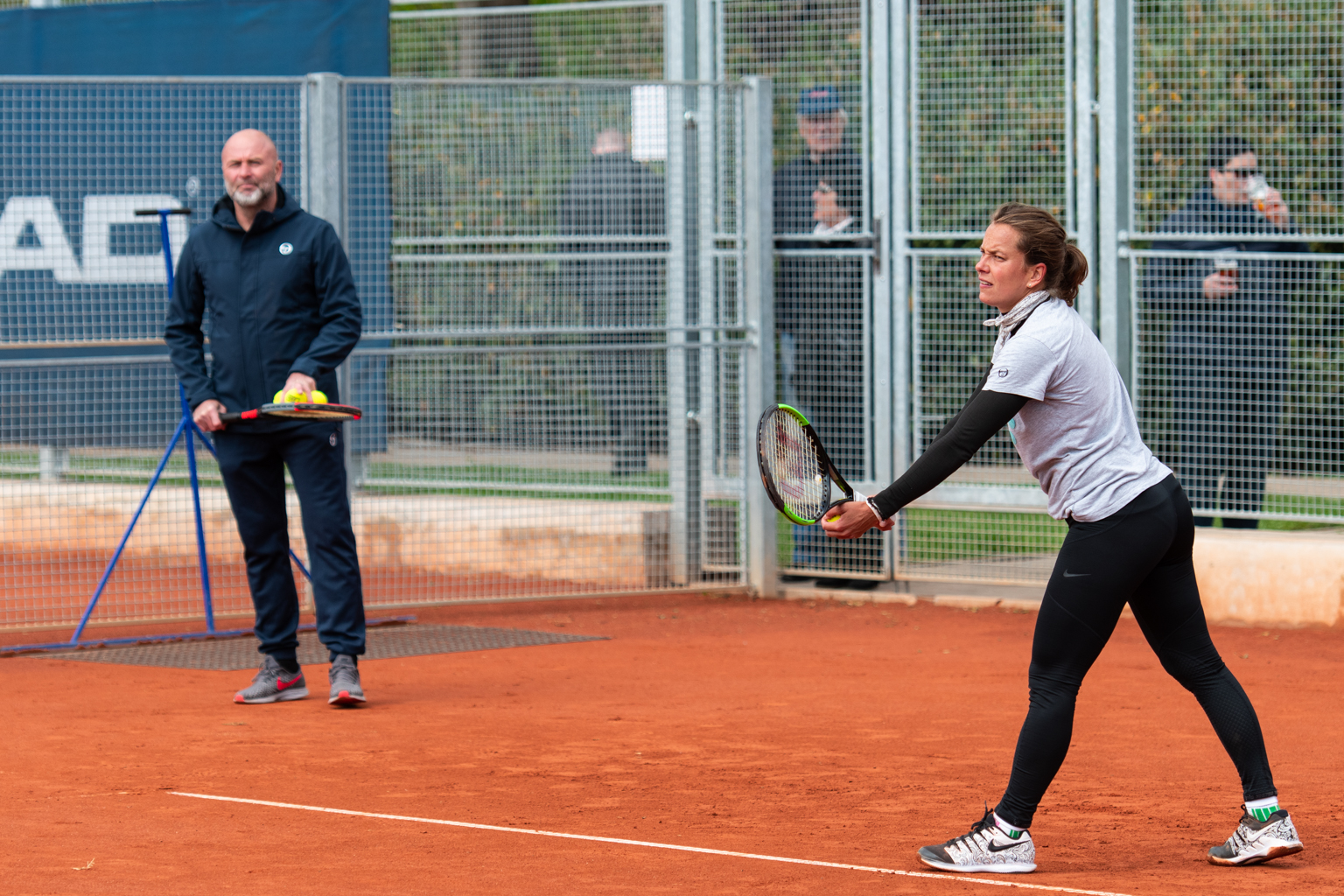
David Kotyza při vedení tréninku Barbory Strýcové na Prague Open 2019

Nejdříve trénoval spoluhráče z plzeňského klubu Pavla Kudrnáče. Vedl také české reprezentantky, mezi jinými Lucii Šafářovou, Ivetu Benešovou, Petru Langrovou, Michaelu Paštikovou a Petru Cetkovskou. Z českých tenistů připravoval Michala Tabaru či Robina Vika. Do konce sezóny 2011 se trenérsky podílel na přípravě hráček českého fedcupového týmu.
Mezi listopadem 2008 a lednem 2016 byl osobním koučem Petry Kvitové. Pod jeho vedením hráčka dvakrát vyhrála Wimbledon i Turnaj mistryň a vystoupala na druhé místo žebříčku WTA. Posledním společným turnajem se stal Australian Open 2016, kde Češka vypadla ve druhém kole Od dubna do srpna 2016 pak trénoval bývalou světovou jedničku Caroline Wozniackou z Dánska. V prosinci téhož roku začal připravovat Karolínu Plíškovou. V době zahájení spolupráce byla tenistka světovou šestkou a v červenci 2017 se pak stala první českou světovou jedničkou ve dvouhře žen. Celkem na čele strávila osm týdnů  a po newyorském grandslamu klesla na 4. příčku. Příčinou rozchodu v září 2017 se podle hráčky nestaly tenisové výkony, ale odlišné nazírání na různé záležitosti včetně koncepce jejího dalšího tenisového směřování.
Od sezóny 2018 do konce sezóny 2019 vedl další Češku Barboru Strýcovou. Mezi březnem 2020 a zářím 2022 byla jeho svěřenkyní Karolína Muchová, která v době navázání spolupráce figurovala ve třetí světové desítce. Během spolupráce se probojovala do semifinále Australian Open 2021 a čtvrtfinále Wimbledonu 2021. Na melbournský grandslam však neodcestoval pro pozitivní test na koronavirus a v Austrálii jej zastoupila bývalá hráčka Barbora Štefková. Muchovou také limitovalo dlouhodobé svalové zranění. Tomáš Krupa, trenér Lindy Noskové, mu v prosinci 2022 nabídl spolupráci na přípravě české teenagerky a od roku 2023 se stal součástí jejího trenérského týmu.

### Přehled
- Petra Kvitová (listopad 2008 – leden 2016)
- Caroline Wozniacká (duben–srpen 2016)
- Karolína Plíšková (prosinec 2016 – září 2017)
- Barbora Strýcová (leden 2018 – listopad 2019)
- Karolína Muchová (březen 2020 – září 2022)
- Linda Nosková (od ledna 2023)